# Râul Valea Coșegii
Râul Valea Coșegii este un curs de apă, afluent al râului Arieș. 

## Hărți
- Harta Munții Apuseni
- Harta Județul Alba